# Frank Borzage
Frank Borzage (Salt Lake City, de Utah, 23 de abril de 1893-Hollywood, 19 de junio de 1962) fue un director de cine estadounidense.

## Biografía
Frank Borzage –cuyo apellido era Borzaga– era hijo de un padre italiano (nacido en Ronzone, en la provincia de Trento) y de una madre suizo-alemana. Empezó los estudios primarios pero los abandonó para trabajar desde los doce años en la mina de Silver King.
Se fue de casa luego a causa de su pasión por el teatro: en 1907 actuó en uno de los principales teatros de Phoenix, Arizona, "El prisionero de Zenda". Borzage ejerció diversos oficios y trabajó como tramoyista antes ser actor en Hollywood, donde comenzó como cowboy. En 1911, Thomas H. Ince lo contrató como actor y trabajó para Producciones Bison, dirigiendo inicialmente wéstern.

### Cine mudo
En 1916, Borzage empezó a trabajar como director de cine mudo. Hizo películas de las que también escribió el guion, y a lo largo de unos sesenta filmes mudos hasta 1929 fue forjando su estilo, una transfiguración del melodrama habitual por medio de una exaltación del amor loco próxima al surrealismo.
En Seventh Heaven, 1927, por ejemplo, hizo un himno al amor que no pueden separar ni la miseria, ni la guerra, ni incluso la muerte: Para comprender su particular visión, puede verse la singular adaptación en 1932 de Adiós a las armas de Hemingway, una obra pacifista que transformaba finalmente en un "poème d'amour fou" (Henri Agel).
En 1928 consiguió ser el primer director que obtuvo el Óscar destinado al mejor director, gracias a su película El séptimo cielo (Seventh Heaven). A lo largo de su carrera se especializó en el género del melodrama, del que fue considerado uno de los más consumados especialistas, y en el cual conjugaba realismo y lirismo con especial sensibilidad al abordar las relaciones amorosas con particular intimidad. Fue de hecho uno de los realizadores más atentos a seguir y denunciar el ascenso del nazismo (The Mortal Storm).
Borzage desarrolló una filmografía impresionante, que incluye varios cientos de películas y que alcanza su máxima intensidad con el cine mudo. Por desgracia, la mayor parte de estos filmes han desaparecido o no se pueden visionar, pero lo que se conoce de ellos demuestra hasta qué punto el cineasta quedará marcado por esta época, la magia visual que perdura incluso en su última película.
Alcanzó la consagración al final del cine mudo, cuando Seventh Heaven (1927) se convirtió en un éxito mundial y obtuvo el primer Óscar al mejor director de la historia del cine (ex aequo con Lewis Milestone). Con una historia del amor más fuerte que la guerra y la muerte entre dos personas de la calle, Borzage creó una pareja cinematográfica (Charles Farrell y Janet Gaynor) e imágenes apasionantes como el soldado ciego que sube siete pisos, como si se tratara de los nueve círculos del infierno, para reunirse con su amada. Esta película forma un tríptico junto con El ángel de la calle (1928) y Lucky Star (1929), protagonizadas por la misma pareja.
Tanto esas películas como Torrentes humanos (The river), de 1929, impactarán a los surrealistas por su forma de exaltar el amor enloquecido. El cuerpo humano en esta obra se sumerge en un territorio silvestre: un cuervo protector aparece como emblema del deseo sexual, tan exaltado por ellos.
Para Sadoul, Borzage dio acaso al cine más que King Vidor, de modo que "sin ninguna pretensión de genio", este antiguo creador de los primeros westerns no se contentó con narrar amores sino que se situó además en su tiempo y abordó la trama social terrible de su tiempo. Borzage además se situaba (como Epstein o L'Herbier) en el lirismo y el sentido pasisajista de los suecos Sjöström y Stiller.

### Cine sonoro
Poseedor de un estatuto relativamente privilegiado, Borzage fue a menudo su propio productor y se convirtió a lo largo de la década de 1930 en uno de los cineastas más prestigiosos de Hollywood. En Liliom, de 1930, narra la historia de amor entre una camarera y un pregonero de carrusel, llamado Liliom.
Su inspiración no parecía acusar una crisis: las adversidades le proporcionan la oportunidad de renovar su fe en un amor capaz de franquear montañas. Los amantes de Adiós a las armas (1932) superan la Primera Guerra Mundial, los desgraciados de Man's Castle (1933) sobreviven a la miseria de la Gran Depresión, los de Little Man, What Now? (1934) consiguen vencer al nazismo incipiente. Para algún crítico, Fueros humanos (Man's Castle) era un "cuadro casi directo de los Estados Unidos de los parados".
En todo caso destacan Sangre joven (Young America, 1932), o Maniquí (Mannequin, 1937), que nos acerca a una mujer que quiere abandonar el humilde barrio neoyorquino, al que parece estar condenada; y que tras su triste matrimonio con un delincuente, logra conocer a un naviero, que le cambia la vida. También demuestra ser un maestro de la comedia compleja, que sabe templar con su sensibilidad a flor de piel en Deseo (Desire, 1936), producida por Ernst Lubitsch e interpretada por la mítica pareja de Gary Cooper y Marlene Dietrich; es un enredo aventuresco muy divertido e incisivo.
El tema de la supervivencia será retomado en dos ocasiones más, con Tres camaradas (Three Comrades, 1938) y con Tormenta mortal (The Mortal Storm), 1940), ambas protagonizadas por Margaret Sullavan. Esta película, al igual que Little Man, What Now? ejercerá un papel histórico determinante al provocar las iras del Estado nazi y en precipitar la ruptura de las relaciones diplomáticas con los Estados Unidos. En La tormenta mortal abiertamente plantea cómo afecta mortalmente la llegada de Hitler al poder en 1933; se desarrolla en los Alpes alemanes, donde un profesor universitario de prestigio ve hundirse su vida, al ver a dos hijos convertidos al nazismo; el relato prosigue con su hija (Sullavan) que logra huir a Austria.
Borzage llevará a la estrella de Joan Crawford al punto de incandescencia en un conjunto de tres melodramas: la citada Mannequin (1937), La hora radiante (The Shining Hour) (1938) y Extraño cargamento (Strange Cargo) (1940). Durante la década de 1940 se evidenciará el desfase entre Borzage y el cine contemporáneo, al que había contribuido tan extensamente.
Sus problemas personales (abandono de su esposa, alcoholismo, unido a cierto fervor religioso) lo apartarán progresivamente de los grandes estudios, por lo que terminó realizando películas de serie B I've Always Loved You (1946), con colores oníricos, se inscribe en la tonalidad sentimental que Borzage privilegió siempre. Moonrise (1948) asociará esta sensibilidad con el universo criminal y opresivo del cine negro.
A finales de los años 50, Frank Borzage puso el broche a su carrera con dos películas: China Doll (1958), versión parcial de Seventh Heaven, y The Big Fisherman (1959), que recreaba brillantemente un episodio bíblico.
En 1962 falleció en Hollywood debido a un cáncer; está enterrado en el Forest Lawn Memorial Park Cemetery de Glendale (California).

## Filmografía

### Muda (parcial)
| Título en español            | Título original              | Año  |
| ---------------------------- | ---------------------------- | ---- |
| The Pitch o' Chance (corto)  | The Pitch o' Chance (corto)  | 1915 |
| Land o' Lizards (corto)      | Land o' Lizards (corto)      | 1916 |
| Nugget Jim's Pardner (corto) | Nugget Jim's Pardner (corto) | 1916 |
| The Pilgrim (corto)          | The Pilgrim (corto)          | 1916 |
| Until They Get Me (corto)    | Until They Get Me (corto)    | 1917 |
| The Gun Woman (corto)        | The Gun Woman (corto)        | 1918 |
| Humoresque                   | Humoresque                   | 1920 |
| The Pride of Palomar         | The Pride of Palomar         | 1922 |
| Back Pay                     | Back Pay                     | 1922 |
| The Nth Commandment          | The Nth Commandment          | 1923 |
| Secretos                     | Secrets                      | 1924 |
| El tumbón                    | Lazybones                    | 1925 |
| La eterna cuestión           | The Circle                   | 1925 |
| Una gran señora              | The lady                     | 1925 |
| The First Year               | The First Year               | 1926 |
| El séptimo cielo             | Seventh Heaven               | 1927 |
| El bien perdido              | Daddy's Gone A-Hunting       | 1927 |
| El ángel de la calle         | Street Angel                 | 1928 |
| Estrellas dichosas           | Lucky Star                   | 1929 |
| Torrentes humanos            | The River                    | 1929 |
| Nuevos ricos caprichosos     | They Had to See Paris        | 1929 |

### Sonora
| Título en español          | Título original          | Año  |
| -------------------------- | ------------------------ | ---- |
| La canción de mi alma      | Song o' My Heart         | 1930 |
| Liliom                     | Liliom                   | 1930 |
| Esposas de médicos         | Doctor's Wives           | 1931 |
| Nunca es tarde             | Young as You Feel        | 1931 |
| Bad Girl                   | Bad Girl                 | 1931 |
| Sangre joven               | Young America            | 1932 |
| Pasado mañana              | After Tomorrow           | 1932 |
| Adiós a las armas          | A Farewell to Arms       | 1932 |
| Secretos                   | Secrets                  | 1933 |
| Fueros humanos             | Man's Castle             | 1933 |
| La generalita              | Flirtation Walk          | 1934 |
| ¿Y ahora, qué?             | Little Man, What Now?    | 1934 |
| Hombres de mañana          | No Greater Glory         | 1934 |
| Su primer beso             | Stranded                 | 1935 |
| La vida es sabrosa         | Living on Velvet         | 1935 |
| Viva la marina             | Shipmates Forever        | 1935 |
| Corazones divididos        | Hearts Divided           | 1936 |
| Deseo                      | Desire                   | 1936 |
| Big City                   | Big City                 | 1937 |
| Green Light                | Green Light              | 1937 |
| Maniquí                    | Mannequin                | 1937 |
| Cena de medianoche         | History is Made at Night | 1937 |
| La hora radiante           | The Shining Hour         | 1938 |
| Tres camaradas             | Three Comrades           | 1938 |
| Vidas heroicas             | Disputed Passage         | 1939 |
| Extraño cargamento         | Strange Cargo            | 1940 |
| Tormenta mortal            | The Mortal Storm         | 1940 |
| Esta mujer es mía          | I Take This Woman        | 1940 |
| Flight Command             | Flight Command           | 1940 |
| Billy el niño              | Billy the Kid            | 1941 |
| Smilin' Through            | Smilin' Through          | 1941 |
| The Vanishing Virginian    | The Vanishing Virginian  | 1942 |
| Seven Sweethearts          | Seven Sweethearts        | 1942 |
| La hermanita del mayordomo | Stage Door Canteen       | 1943 |
| Tres días de amor y fe     | His Butler's Sister      | 1943 |
| Till We Meet Again         | Till We Meet Again       | 1944 |
| Los piratas del mar Caribe | The Spanish Main         | 1945 |
| La gran pasión             | I've Always Loved You    | 1946 |
| La primera dama            | Magnificent Doll         | 1946 |
| Moonrise                   | Moonrise                 | 1948 |
| China Doll                 | China Doll               | 1957 |
| El gran pescador           | The Big Fisherman        | 1959 |

## Premios y distinciones
Premios Óscar
| Año  | Categoría                | Película         | Resultado |
| ---- | ------------------------ | ---------------- | --------- |
| 1928 | Mejor director dramático | El séptimo cielo | Ganador   |
| 1933 | Mejor director dramático | Chica mala       | Ganador   |